# Jacinto Machado
Jacinto Machado es un municipio brasileño del estado de Santa Catarina. Tiene una población estimada al 2021 10 337 de habitantes.

## Etimología
El municipio, entonces distrito llamado Volta Grande, adoptó el nombre de Jacinto Machado en honor al general de la Guerra del Paraguay: Jacinto Machado Bitencourt.

## Historia
Se emancipó como municipio el 21 de junio de 1958, separándose de Araranguá.